# 109. peruť (Izrael)
109. peruť (hebrejsky טייסת 109‎) Izraelského vojenského letectva, také známá jako Údolní peruť, vznikla v červenci 1951 jako peruť operující s letouny de Havilland Mosquito FB Mk.VI a PR Mk.XVI. V současné době provozuje stíhací stroje F-16C a D ze základny Ramat David.